# NGC 662
NGC 662 je spirální galaxie v souhvězdí Andromedy. Její zdánlivá jasnost je 13,7m a úhlová velikost 0,8′ × 0,5′. Je vzdálená 259 milionů světelných let, průměr má světelných let. Galaxii objevil 22. listopadu 1884 Édouard Jean-Marie Stephan.